# Cao Phương Thanh
Cao Phương Thanh (sinh 1991 tại Thành phố Hồ Chí Minh) là một kỳ thủ cờ tướng Việt Nam, vô địch quốc gia năm 2012 và 2019.

## Sự nghiệp
Cao Phương Thanh làm quen với cờ tướng từ năm 10 tuổi do anh trai hướng dẫn. Sau đó, chị được huấn luyện viên Hoàng Đình Hồng dẫn đến các kỳ đài để làm trọng tài ghi biên bản. Nhờ việc làm trọng tài và được theo dõi các ván đấu của những kỳ thủ như Trềnh A Sáng, Trương Á Minh... Thanh có dịp học hỏi bằng cách nhớ các biến thế và tự tìm giải pháp. Thêm vào đó, với việc nghiên cứu và thi đấu trên mạng, sau 4 năm làm quen cờ tướng, Phương Thanh đã là nhà vô địch ở các lứa tuổi của mình (như huy chương vàng lứa tuổi 13 toàn quốc năm 2004).
Ở các giải vô địch quốc gia, trước năm 2012, Cao Phương Thanh đã từng hai lần hạng ba vào năm 2008, 2009 và hạng nhì năm 2010. Giải năm 2012 nội dung nữ gồm 16 kỳ thủ, chia làm hai giai đoạn. Giai đoạn một đánh 7 vòng theo hệ Thuỵ Sĩ, chọn 4 kỳ thủ xếp đầu vào đánh giai đoạn hai. Giai đoạn hai bốn kỳ thủ đánh loại trực tiếp. Cao Phương Thanh tuy chỉ xếp hạng 4 ở giai đoạn một nhưng đã lần lượt thắng Trần Tuệ Doanh và Ngô Thu Hà ở bán kết và chung kết để lần đầu tiên lên ngôi vô địch quốc gia.
Với chức vô địch quốc gia năm 2012, Cao Phương Thanh đại diện Việt Nam tham dự Đại hội thể thao trí tuệ thế giới 2012. Tại đại hội này, chị giành huy chương bạc nội dung cờ tướng nữ.
Ở nội dung đồng đội, Cao Phương Thanh từng khoác áo đội tuyển quốc gia và đội tuyển Thành phố Hồ Chí Minh. Chị có một số thành tích như huy chương đồng đồng đội nữ tại Đại hội thể thao trí tuệ thế giới 2008, vô địch nội dung đồng đội nữ quốc gia với Thành phố Hồ Chí Minh năm 2009.

## Học vấn
Cao Phương Thanh từng học ngành Ngân hàng tại Đại học Văn Hiến.
Ngoài tài năng về cờ tướng, Cao Phương Thanh còn học piano từ lúc lên 5 tuổi. Sau đó, chị trúng tuyển và học hệ trung cấp của Nhạc viện Thành phố Hồ Chí Minh.